# Parlamentswahl in Åland 1983
- SOC: 5
- C: 11
- LIB: 9
- FS: 5

Die Parlamentswahl in Åland 1983 fand am 16. Oktober 1983 statt.

## Wahlsystem
Die Wahl der 30 Mitglieder des Lagting erfolgte durch Verhältniswahlrecht, wobei die Sitze nach den D’Hondt-Verfahren ermittelt wurden.

## Parteien
Folgende fünf Parteien traten zur Wahl an:
| Partei | Partei                                                | Ausrichtung          |
| ------ | ----------------------------------------------------- | -------------------- |
|        | Åländisches Zentrum Åländsk Center (C)                | sozialliberal        |
|        | Liberale auf Åland Liberalerna på Åland (LIB)         | liberal              |
|        | Freisinnige Zusammenarbeit Frisinnad Samverkan (FS)   | liberal, konservativ |
|        | Ålands Sozialdemokraten Ålands Socialdemokrater (SOC) | sozialdemokratisch   |
|        | Åländische Linke Ålandsk Venster (ÅV)                 | sozialistisch        |

## Wahlergebnis
| Partei                                  | Partei                          | Stimmen | Stimmen | Stimmen | Sitze  | Sitze |
| Partei                                  | Partei                          | Anzahl  | %       | +/−     | Anzahl | +/−   |
| --------------------------------------- | ------------------------------- | ------- | ------- | ------- | ------ | ----- |
|                                         | Åländisches Zentrum (C)         | 3.704   | 35,6    | −6,5    | 11     | −3    |
|                                         | Liberale auf Åland (LIB)        | 3.005   | 28,9    | −0,7    | 9      | ±0    |
|                                         | Freisinnige Zusammenarbeit (FS) | 1727    | 16,6    | +2,7    | 5      | +1    |
|                                         | Ålands Sozialdemokraten (SOC)   | 1.717   | 16,5    | +4,5    | 5      | +2    |
|                                         | Åländische Linke (ÅV)           | 244     | 2,3     | +0,2    | —      | —     |
|                                         | Gesamt                          |         | 100,0   |         | 30     |       |
| Quelle: Parties and Elections in Europe |                                 |         |         |         |        |       |